# Jean-Paul Trabut-Cussac
Jean-Paul Trabut-Cussac, né à Bordeaux le 28 janvier 1924 et mort dans cette même ville le 12 janvier 1969, est un historien médiéviste et bibliothécaire français, spécialiste de la Gascogne anglaise.

## Biographie

### Chartiste et bibliothécaire
Né à Bordeaux le 28 janvier 1924, Jean-Paul Trabut-Cussac est engagé volontaire à la fin de la Seconde Guerre mondiale puis entre à l'École des chartes en 1945 et en sort quatrième en 1949. Sa thèse d'École des chartes, soutenue en 1949, porte sur L’administration anglaise en Gascogne sous Henri III et Edouard Ier, de 1252 à 1307,.
Jean-Paul Trabut-Cussac est ensuite bibliothécaire en chef de l'Institut français du Royaume-Uni, à Londres, de 1949 à 1955 puis est rattaché au CNRS de 1955 à 1959.
En 1959, sur les instances d'Yves Renouard, Jean-Paul Trabut-Cussac devient bibliothécaire de la Casa de Velázquez, à Madrid,. Le 30 mai 1966, il est violemment frappé à la tête par un moniteur d'auto-école dont la voiture bloque l'accès au bâtiment de la Casa de Velázquez. Il tombe dans le coma et meurt à Bordeaux presque trois ans après, le 12 janvier 1969. En 1970, l'auteur des coups est condamné à treize ans de prison.

### Historien de la Gascogne médiévale
Jean-Paul Trabut-Cussac publie des études principalement centrées sur la Gascogne médiévale, sur des sujets divers : histoire de l'administration de la Gascogne, du commerce, des villes et des bastides, etc. Ses articles paraissent dans différentes revues, les Annales du Midi, la Revue historique de Bordeaux, Le Moyen Âge, etc.
Chartiste, il s'intéresse en particulier aux questions de diplomatique et d'archivistique et publie de nombreuses sources historiques dans des livres et des articles parus dans le Bulletin of the Institute of historical research, la Bibliothèque de l'École des chartes, le Bulletin philologique et historique du CTHS, etc..
Jean-Paul Trabut-Cussac meurt avant d'avoir achevé sa thèse d'État portant sur l’administration anglaise en Aquitaine de 1254 à 1307. Les parties déjà rédigées sont publiées à titre posthume, en 1972. Selon Bernard Guénée évoquant les études à venir sur la Gascogne anglaise, ce livre inachevé « sera leur introduction nécessaire, leur point de départ assuré ». Pour Elizabeth A. R. Brown, « present and future students of Gascon history will be able to utilize and build on the solid foundations to which Trabut-Cussac dedicated his life ».

## Principaux travaux
Jean-Paul Trabut-Cussac est l'auteur d'une trentaine d'ouvrages et d'articles, dont :
- « L’administration anglaise en Gascogne sous Henri III et Édouard Ier, de 1252 à 1307 », Positions des thèses de l'École des chartes,‎ 1949[2].
- Le livre des hommages d'Aquitaine : Restitution du second Livre noir de la connétablie de Bordeaux, Bordeaux, Delmas, Société archéologique de Bordeaux, 1959, 212 p. (lire en ligne)[1]
- Yves Renouard (dir.), Jacques Bernard, Pierre Capra, Jacques Gardelles, Bernard Guillemain et Jean-Paul Trabut-Cussac, Histoire de Bordeaux, 3 : Bordeaux sous les rois d'Angleterre, Bordeaux, Fédération historique du Sud-Ouest, 1965, 586 p.[8].
- L’administration anglaise en Gascogne sous Henry III et Édouard Ier de 1254 à 1307, Paris-Genève, Droz, coll. « Mémoires et documents publiés par la société de l'École des Chartes » (no 20), 1972, 445 p. (lire en ligne)[5],[6].
- Edited by G. P. Cuttino with the assistance of J.-P. Trabut-Cussac, Gascon Register A (Series of 1318–19), Oxford, Oxford University Press, 1975, 3 vol, 311+406+162 (présentation en ligne).

## Prix et hommage
- Prix Auguste Molinier pour L’administration anglaise en Gascogne sous Henri III et Édouard Ier, de 1252 à 1307[1].
- Prix de la Ville de Bordeaux pour L’administration anglaise en Gascogne sous Henry III et Édouard Ier, de 1252 à 1307[1],[7].
- Prix de la Ville de Bordeaux pour l'ensemble de son œuvre[9].

En 2013, les Archives départementales de la Gironde organisent un colloque intitulé Jean-Paul Trabut-Cussac (1924-1969) et les études sur l’Aquitaine médiévale anglaise,.